# Tanju Çolak
Tanju Çolak (ur. 10 listopada 1963 roku w Samsunie) – były turecki piłkarz występujący na pozycji napastnika oraz trener. Laureat Złotego Buta z 1988 roku.

## Kariera klubowa
Tanju Çolak zawodową karierę rozpoczynał w 1982 roku w Samsunsporze. Łącznie rozegrał dla niego 115 ligowych pojedynków i strzelił 74 bramki. W sezonie 1985/1986 i 1986/1987 został królem strzelców pierwszej ligi tureckiej uzyskując wówczas kolejno 33 i 25 trafień.
Latem 1987 roku Çolak przeniósł się do Galatasaray SK. W debiutanckim sezonie w barwach nowego klubu w 37 spotkaniach zdobył 39 goli, co zapewniło mu trzecią z rzędu koronę króla strzelców ligowych rozgrywek. Oprócz tego Çolak otrzymał Złotego Buta - nagrodę przyznawaną przez France Football najlepszemu strzelcowi lig europejskich, a także wywalczył mistrzostwo Turcji. W kolejnych latach spędzonych w Galatasaray Çolak wciąż imponował skutecznością. Przez cztery sezony spędzone w Stambule był najlepszym strzelcem swojego zespołu, a zaliczając 31 trafień podczas rozgrywek 1990/1991 ponownie został królem strzelców pierwszej ligi. Były gracz Samsunsporu dla Galatasaray zdobył łącznie 116 goli w 124 ligowych meczach.
Od 1991 roku Turek reprezentował barwy Fenerbahçe SK. 16 grudnia 1992 roku strzelił dla niego sześć bramek w zwycięskim 7:1 ligowym pojedynku przeciwko klubowi Karşıyaka SK. W całym sezonie zdobył łącznie 27 goli w 24 występach i po raz piąty w karierze został najlepszym strzelcem ligi tureckiej. W 1993 roku turecki napastnik odszedł do İstanbulsporu. W styczniu 1994 roku został skazany na cztery lata i osiem miesięcy pozbawienia wolności za nielegalny przemyt jednego z samochodów marki Mercedes-Benz do Ankary, a po odsiedzeniu wyroku nie wznowił już swojej kariery. Obecnie jest jednym ze skautów AC Milan.

## Kariera reprezentacyjna
Çolak ma za sobą występy w młodzieżowych reprezentacjach Turcji. Grał w zespołach U-18 i U-21, dla których łącznie rozegrał 24 mecze i strzelił trzy gole. W dorosłej kadrze zadebiutował 4 kwietnia 1984 roku w przegranym 0:6 spotkaniu z Węgrami. Pierwszą bramkę dla drużyny narodowej zdobył natomiast 11 grudnia 1985 roku w zremisowanym 1:1 pojedynku przeciwko Polsce. 30 listopada 1989 roku Çolak uzyskał dwa trafienia w wygranym 3:1 meczu z NRD. Ostatni występ w reprezentacji swojego kraju zaliczył 4 września 1991 roku, a Turcy zremisowali wówczas ze Stanami Zjednoczonymi 1:1.
| Lata      | Reprezentacja | Występy | Gole |
| --------- | ------------- | ------- | ---- |
| 1980-1982 | Turcja U-18   | 14      | 1    |
| 1982-1985 | Turcja U-21   | 10      | 2    |

## Kariera trenerska
27 października 1998 roku Çolak został trenerem Siirtsporu, natomiast 6 lipca 1999 roku objął funkcję szkoleniowca Samsunsporu. W żadnym z tych klubów nie odnosił jednak żadnych sukcesów i po straceniu pracy w 2000 roku nie pracował już z żadną drużyną.

## Sukcesy
- Złoty But: 1987/1988
- Król strzelców ligi tureckiej: 1985/1986, 1986/1987, 1987/1988, 1990/1991, 1992/1993
- Mistrzostwo Turcji: 1987/1988